# 王重榮
王重榮（？—887年），太原祁人。唐朝末年河中（山西永濟）節度使。

## 生平
其父王縱，太和末年為河中騎將。
王重榮以父職任為列校，中和二年（882年）擊敗黃巢部將朱溫，後朱溫率部投降王重榮。光啟元年（886年），时任河中节度使的王重榮與宦官田令孜不合，被迫遷至兗州，以王處存代王重榮任河中節度使。於是王重榮與李克用合軍進逼長安，僖宗被迫出奔興元（今陝西漢中市東）。
後來静难节度使朱玫与田令孜决裂，回长安，拥立宗室李煴为帝，以王重荣为首六七成藩镇受其册命。田令孜自知被天下所怨而辞职，荐杨复恭代任，杨复恭排斥田令孜党羽。兵部侍郎、同平章事杜让能建议以先前王重荣曾与杨复恭养堂弟杨复光共破黄巢之事说服王重荣反正，僖宗派右谏议大夫刘崇望持诏书前往，说服了王重荣。后朱玫被部将王行瑜所杀，李煴奔河中，王重荣假意迎驾，执杀之，囚禁其宰相裴澈、郑昌图，杀其随行百官达半数。王重荣函李煴首级送到行在。
光啟三年（887年），被牙将常行儒所杀。无子，以养兄王重簡子王珂为螟蛉子。
王珂為李克用之婿。常行儒支持其兄陕虢节度使王重盈继任，并得唐僖宗认可。

## 延伸阅读
[在维基数据编辑]
 《舊唐書/卷182》，出自刘昫《舊唐書》
 《新唐書/卷187》，出自《新唐書》